# Bartosz Jurecki
Bartosz Jurecki, poljski rokometaš, * 31. januar 1979, Kościan.
Leta 2008 je na poletnih olimpijskih igrah v Pekingu v sestavi poljske reprezentance osvojil 5. mesto.